# Saint-Fiacre-sur-Maine
Saint-Fiacre-sur-Maine é uma comuna francesa na região administrativa da Pays de la Loire, no departamento de Loire-Atlantique. Estende-se por uma área de 5,97 km². Em 2010 a comuna tinha 1 248 habitantes (densidade: 209 hab./km²).